# Hexacylloepus apicalis
Hexacylloepus apicalis är en skalbaggsart som beskrevs av Hinton 1940. Hexacylloepus apicalis ingår i släktet Hexacylloepus och familjen bäckbaggar. Inga underarter finns listade i Catalogue of Life.